# Штерн, Менахем
Менахем Штерн (5 марта 1925, Белосток, Белостокское воеводство, Польша — 22 июня 1989, Иерусалим, Израиль) — израильский историк, один из крупнейших антиковедов XX века.

## Биография
Родился в Польше в 1925 году, в 1938 году приехал в Палестину. Окончил Еврейский университет в Иерусалиме. Специализировался в области истории еврейского народа в эпоху Второго храма.
Штерн был профессором Еврейского университета, возглавлял кафедру истории Второго храма. С 1979 года Штерн — член Израильской академии наук, с 1988 г. — президент Ассоциации израильских историков.
В 1989 году Штерн был убит арабским террористом.

## Научная работа
Заслуги Штерна в области изучения еврейской истории в 1977 году были отмечены Государственной премией Израиля. Опубликовал множество работ, среди которых наиболее известен труд «Греческие и латинские авторы об иудаизме и евреях — от Геродота до Плутарха».

## Публикации
- The Great Families of the Period of the Second Temple (1959)
- The Documentation of the Maccabee Rebellion (1965)
- Greek and Latin authors on Jews and Judaism/ edited with introductions, translations and commentary by Menahem Stern. Jerusalem: Israel Academy of Sciences and Humanities (1974—1984)
- Studies in the History of the People of Israel in the Period of the Second Temple (1991)
- The Reign of Herod (1992)
- Hasmonean Judea in the Hellenistic World: Chapters in Political History (1995)